# ピーカブースタイル
ピーカブースタイル (Peek-a-Boo) は、主にボクシングに用いられるスタイル（構え）の一種。両腕を顔の前で揃える。顔面への防御が強くなる一方、ボディへの防御が手薄になる。
マイク・タイソンのスタイルとして知られる。